# Quân hàm quân đội Ai Cập
Quân hàm lực lượng vũ trang Ai Cập:

## Lịch sử
Quân hàm Ai Cập được thay đổi sau cuộc cách mạng năm 1952,lật đổ chế độ quân chủ. Năm 1958 vương miện trên quân hàm được thay bằng đại bằng trên Quốc huy và cấp bậc được thay đổi hoàn toàn.

## Lục quân

### Cấp Sĩ quan
| Tên                     | Tiếng Việt   | Phù hiệu |  |
| Tên                     | Tiếng Việt   | Phù hiệu |  |
| مشير mushīr             | Thống chế    |          |  |
|                         |              |          |  |
| فريق أول farīq awwal    | Thượng tướng |          |  |
|                         |              |          |  |
| فريق farīq              | Trung tướng  |          |  |
|                         |              |          |  |
| لواء liwāʾ              | Thiếu tướng  |          |  |
|                         |              |          |  |
| عميد ʿamīd              | Đại tá       |          |  |
|                         |              |          |  |
| عقيد ʿaqīd              | Thượng tá    |          |  |
|                         |              |          |  |
| مقدم muqaddim           | Trung tá     |          |  |
|                         |              |          |  |
| رائد rāʾid              | Thiếu tá     |          |  |
|                         |              |          |  |
| نقيب naqīb              | Đại úy       |          |  |
|                         |              |          |  |
| ملازم أول mulāzim awwal | Trung úy     |          |  |
|                         |              |          |  |
| ملازم mulāzim           | Thiếu úy     |          |  |
|                         |              |          |  |

- Tổng Tư lệnh Lực lượng vũ trang Ai Cập phải mang ít nhất quân hàm cấp Tướng.
- Thống chế chỉ được phong duy nhất cho Tổng Tư lệnh Lực lượng vũ trang Ai Cập.

### Cấp Hạ sĩ quan
| Tên                          | Tiếng Việt      | Phù hiệu |  |
| Tên                          | Tiếng Việt      | Phù hiệu |  |
| مساعد أول Musaʿid awwal      | Chuẩn Úy trưởng |          |  |
|                              |                 |          |  |
| مساعد Musāʿid                | Chuẩn Úy        |          |  |
|                              |                 |          |  |
| رقيب أول Raqīb awwal         | Thượng sĩ       |          |  |
|                              |                 |          |  |
| رقيب Raqīb                   | Trung Sĩ        |          |  |
|                              |                 |          |  |
| عريف ʿarrīf                  | Hạ sĩ           |          |  |
|                              |                 |          |  |
| جندى / عسكرى Gondi / ʿaskari | Binh nhì        | --       |  |
|                              |                 |          |  |

## Không quân

### Cấp sĩ quan
| Phù hiệu Sĩ quan Không quân Ai Cập | Phù hiệu Sĩ quan Không quân Ai Cập | Phù hiệu Sĩ quan Không quân Ai Cập | Phù hiệu Sĩ quan Không quân Ai Cập | Phù hiệu Sĩ quan Không quân Ai Cập | Phù hiệu Sĩ quan Không quân Ai Cập | Phù hiệu Sĩ quan Không quân Ai Cập | Phù hiệu Sĩ quan Không quân Ai Cập | Phù hiệu Sĩ quan Không quân Ai Cập | Phù hiệu Sĩ quan Không quân Ai Cập | Phù hiệu Sĩ quan Không quân Ai Cập |
| Thiếu úy Không quân                | Trung úy Không quân                | Đại úy Không quân                  | Thiếu tá Không quân                | Trung tá Không quân                | Thượng tá Không quân               | Đại tá Không quân                  | Thiếu tướng Không quân             | Trung tướng Không quân             | Thượng tướng Không quân            |                                    |
| tiếng Ả Rập: ملازم                 | tiếng Ả Rập: ملازم أول             | tiếng Ả Rập: نقيب                  | tiếng Ả Rập: رائد                  | tiếng Ả Rập: مقدم                  | tiếng Ả Rập: عقيد                  | tiếng Ả Rập: عميد                  | tiếng Ả Rập: لواء                  | tiếng Ả Rập: فريق                  | tiếng Ả Rập: فريق أول              |                                    |
| ---------------------------------- | ---------------------------------- | ---------------------------------- | ---------------------------------- | ---------------------------------- | ---------------------------------- | ---------------------------------- | ---------------------------------- | ---------------------------------- | ---------------------------------- | ---------------------------------- |

### Hạ sĩ quan
| Phù hiệu Hạ sĩ quan     | Phù hiệu Hạ sĩ quan | Phù hiệu Hạ sĩ quan | Phù hiệu Tân binh   |
| Thượng sĩ Không quân    | Trung Sĩ Không quân | Hạ sĩ Không quân    | Tân binh            |
| (tiếng Ả Rập: رقيب أول) | (tiếng Ả Rập: رقيب) | (tiếng Ả Rập: عريف) | (tiếng Ả Rập: جندي) |
| ----------------------- | ------------------- | ------------------- | ------------------- |

## Hải quân

### Cấp Sĩ quan
| Phù hiệu Sĩ quan Hải quân Ai Cập | Phù hiệu Sĩ quan Hải quân Ai Cập | Phù hiệu Sĩ quan Hải quân Ai Cập | Phù hiệu Sĩ quan Hải quân Ai Cập | Phù hiệu Sĩ quan Hải quân Ai Cập | Phù hiệu Sĩ quan Hải quân Ai Cập | Phù hiệu Sĩ quan Hải quân Ai Cập | Phù hiệu Sĩ quan Hải quân Ai Cập | Phù hiệu Sĩ quan Hải quân Ai Cập | Phù hiệu Sĩ quan Hải quân Ai Cập | Phù hiệu Sĩ quan Hải quân Ai Cập |
| Đô Đốc Hải quân                  | Phó Đô Đốc Hải quân              | Chuẩn Đô Đốc Hải quân            | Đại tá Hải quân                  | Thượng tá Hải quân               | Trung tá Hải quân                | Thiếu tá Hải quân                | Đại úy Hải quân                  | Trung úy Hải quân                | Thiếu úy Hải quân                |                                  |
| (tiếng Ả Rập: فريق أول)          | (tiếng Ả Rập: فريق)              | (tiếng Ả Rập: لواء)              | (tiếng Ả Rập: عميد)              | (tiếng Ả Rập: عقيد)              | (tiếng Ả Rập: مقدم)              | (tiếng Ả Rập: رائد)              | (tiếng Ả Rập: نقيب)              | (tiếng Ả Rập: ملازم أول)         | (tiếng Ả Rập: ملازم)             |                                  |
| -------------------------------- | -------------------------------- | -------------------------------- | -------------------------------- | -------------------------------- | -------------------------------- | -------------------------------- | -------------------------------- | -------------------------------- | -------------------------------- | -------------------------------- |
|                                  |                                  |                                  |                                  |                                  |                                  |                                  |                                  |                                  |                                  |                                  |
|                                  |                                  |                                  |                                  |                                  |                                  |                                  |                                  |                                  |                                  |                                  |

### Cấp Hạ sĩ quan
| Phù hiệu cấp Hạ sĩ quan | Phù hiệu cấp Hạ sĩ quan | Phù hiệu cấp Hạ sĩ quan | Phù hiệu Tân binh   |
| Thượng sĩ               | Trung Sĩ                | Hạ sĩ                   | Thủy thủ            |
| (tiếng Ả Rập: رقيب أول) | (tiếng Ả Rập: رقيب)     | (tiếng Ả Rập: عريف)     | (tiếng Ả Rập: جندي) |
| ----------------------- | ----------------------- | ----------------------- | ------------------- |
|                         |                         |                         | —-                  |

## Quân phục

### Lễ phục
| Summer (generals)  | Winter (generals)    |
| Mùa hè (Cấp tướng) | Mùa đông (Cấp tướng) |
| ------------------ | -------------------- |

### Thường nhật
| Summer | Winter   |
| Mùa hè | Mùa đông |
| ------ | -------- |

### Vệ binh Cộng hòa
| Egyptian Republican guard suit | Military suit of the Egyptian Republican guard police forces | Egyptian Republican guard soldiers filed outfit |
| Thường ngày                    | Lực lượng cảnh sát tuần tra                                  | Ngoài trận địa                                  |
| ------------------------------ | ------------------------------------------------------------ | ----------------------------------------------- |

### Ngoài chiến trường
| Egyptian Army field overall |
| --------------------------- |

### Ngụy trang
| -        | -  | Egyptian Army Thunderbolt camouflage uniform | Egyptian Republican Guard camouflage uniform |
| Lục quân | Dù | Sấm sét                                      | Vệ binh Cộng hòa                             |
| -------- | -- | -------------------------------------------- | -------------------------------------------- |

### Mũ Berets
| Lực lượng        | Mũ      | Mũ          | Mũ    |
| Lực lượng        | Sĩ quan | Chuẩn tướng | Tướng |
| ---------------- | ------- | ----------- | ----- |
| Dù               |         |             |       |
| Thiết giáp       |         |             |       |
| Pháo binh        |         |             |       |
| Biên phòng       |         |             |       |
| Bộ Binh          |         |             |       |
| Cảnh Binh        |         |             |       |
| Nội vụ           |         |             |       |
| Trinh sát        |         |             |       |
| Vệ binh Cộng hòa |         |             |       |
| Sấm sét          |         |             |       |
| Còn lại          |         |             |       |